# Qin Yongpei
Qin Yongpei (chinesisch 覃永沛), auch Tan Yongpei (geboren um 1969) ist ein chinesischer Menschenrechtsanwalt. Er lebt in Nanning, der Hauptstadt der Autonomen Region Guangxi. Wegen seiner Kritik am Verhalten des Regimes wurde ihm im Mai 2018 die Anwaltslizenz entzogen. Anfang November 2019 wurde er festgenommen.

## Leben
2015 wurde Qin Yongpei in Nanning Zeuge von Übergriffen auf einen Anwaltskollegen, Xie Yang, der von Gangmitgliedern schwer verletzt wurde. Xie Yang vertrat die Interessen der Mutter von Xu Chunhe, der in diesem Jahr von einem Polizisten auf einem Bahnhof im Nordosten erschossen worden war. Qin Yongpei kritisierte damals, dass die Polizei nicht erreichbar gewesen sei und nicht einschritt. Mehr als 20 Täter verletzten damals insgesamt acht Personen. Qin Yongpei hatte den Kollegen nach Nanning eingeladen, damit er ihm bei einem schwierigen Fall zur Seite stünde.
Im Mai 2018 verlor er seine Anwaltslizenz. Am 29. September 2018 gründete er den China Lawyers' Club, eine Vereinigung früherer Anwälte, die deren Dienste vermitteln wollte. Im November musste er das Türschild der Vereinigung abmontieren. Im Januar 2019 fand dort eine Hausdurchsuchung statt.
Doriane Lau, China-Expertin bei Amnesty International, stellte fest, Qin habe „mit seiner öffentlichen Kritik an und dem Melden von hochrangigen Regierungsbeamten viel Aufmerksamkeit seitens der Behörden auf sich gezogen“. Die Nachrichtenagentur AFP berichtete, dass Qin Yongpei am 7. Dezember 2019 formell in Haft genommen wurde. Laut Haftbefehl, den die Agentur einsehen konnte, wurde ihm „Anstiftung zur Zerstörung der Staatsgewalt“ vorgeworfen. In einem Telefoninterview sagte seine Ehefrau, Deng Xiaoyun, ihr Mann wäre wegen kritischer Aussagen in Onlinemedien arretiert worden. Er berichtete unter anderem über die Proteste in Hongkong. Anwaltskollege Sui Muqing charakterisierte die Festnahme als „offene politische Verfolgung“ seitens des Regimes, eine „Eskalation der politischen Verfolgung von Anwälten“. Sui zählt zu jenen mehr als 200 Anwälten, die 2015 gleichzeitig festgenommen worden waren.